# Список серій мультсеріалу «Дракони»
Дракони — американський мультсеріал виробництва Cartoon Network (перші два сезони) і Netflix (з третього сезону і далі), заснований на мультфільмі 2010 року «Як приборкати дракона». Мультсеріал виступає мостом між першим фільмом і його продовженням 2014 року. Станом на 8 січня 2016 року вийшло 66 серій від студії DreamWorks SKG. Серіал був анонсований каналом Cartoon Network 12 жовтня 2010 року.

## Огляд серіалу
| Сезон | Епізоди | Епізоди | Оригінальний показ | Оригінальний показ | Subtitle        |
| Сезон | Епізоди | Епізоди | Перший показ       | Останній показ     | Subtitle        |
| ----- | ------- | ------- | ------------------ | ------------------ | --------------- |
| 1     | 20      | 20      | 7 серпня 2012      | 20 березня 2013    | Вершники Берку  |
| 2     | 20      | 20      | 19 вересня 2013    | 5 березня 2014     | Захисники Берку |

| Сезон | Епізоди | Епізоди | Оригінальний випуск | Оригінальний випуск | Subtitle             |
| Сезон | Епізоди | Епізоди | Перший випуск       | Останній випуск     | Subtitle             |
| ----- | ------- | ------- | ------------------- | ------------------- | -------------------- |
| 1     | 13      | 13      | 26 червня 2015      | TBA                 | Перегони безстрашних |
| 2     | 13      | 13      | 8 січня 2016        | TBA                 | TBA                  |
| 3     | 13      | 13      | 24 червня 2016      | TBA                 | TBA                  |

## Серії телеканалуCartoon Network

### 1 сезон
| № | Оригінальна назва                                          | Українська назва               | Режисер(и)                  | Сценарист(и)                                                       | Показ в США       | Перегляди США (в мільйонах) |
| 1 | How to Start a Dragon Academy                              | Як відкрити драконячу академію | Ентоні Белл                 | Майк Тевербауг і Лінда Тевербауг                                   | 7 серпня 2012     | 2.05                        |
| --- | ---------------------------------------------------------- | ------------------------------ | --------------------------- | ------------------------------------------------------------------ | ----------------- | --------------------------- |
| Зробивши світ драконів, що живуть серед вікінгів, природна поведінка драконів призводить до хаосу на острові Берка. |                                                            |                                |                             |                                                                    |                   |                             |
| 2 | Viking for Hire                                            | Випозичений вікінг             | Джон Сенфорд                | Арт Браун і Дуглас Слоун                                           | 7 серпня 2012     | 2.05                        |
| Світ з драконами залишив Патяка без роботи коваля і Гикавка намагається знайти йому нову роботу.                    |                                                            |                                |                             |                                                                    |                   |                             |
| 3 | Animal House                                               | Звіринець                      | Джон Енг                    | Майк Тевербауг і Лінда Тевербауг                                   | 4 вересня 2012    | 2.04                        |
| Дракони ненавмисно знищили склад продовольчої продуктивності, навели жах на місцеве поголів'я якраз на зимова бурю. |                                                            |                                |                             |                                                                    |                   |                             |
| 4 | The Terrible Twos                                          | Жахлива знайда                 | Луї дель Кармен і Джо Січта | Джим Купер                                                         | 11 вересня 2012   | 1.81                        |
| Гикавка знаходить травмованого дитинчату дракона в лісі і планує його вивчити.                                      |                                                            |                                |                             |                                                                    |                   |                             |
| 5 | In Dragons We Trust                                        | Ми віримо драконам             | Джон Сенфорд                | Арт Браун і Дуглас Слоун                                           | 18 вересня 2012   | 1.79                        |
| Драконів починають звинувачувати у вандалізмі і Гикавка намагається довести їх невинність.                          |                                                            |                                |                             |                                                                    |                   |                             |
| 6 | Alvin and the Outcasts Елвін і вигнанці                    | Джон Енг                       | Джим Купер                  | 25 вересня 2012                                                    | 1.67              |                             |
| Гикавка досі намагається знайти докази того, що шкоду селу, заподіяли не дракони.                                   |                                                            |                                |                             |                                                                    |                   |                             |
| 7 | How To Pick Your Dragon                                    | Як обрати собі дракона         | Луї дель Кармен і Джо Січта | Арт Браун і Дуглас Слоун                                           | 3 жовтня 2012     | 2.12                        |
| Гикавка переконує Стоїка осідлати дракона, щоб йому було легше виконувати свої обов'язки.                           |                                                            |                                |                             |                                                                    |                   |                             |
| 8 | Portrait of Hiccup as a Buff Man Портрет Гикавки-Здорованя | Джон Сенфорд                   | Джим Купер                  | 10 жовтня 2012                                                     | 1.93              |                             |
| Художник намалював портрет сина короля Берка мускулистим і Гикавці це не сподобалося.                               |                                                            |                                |                             |                                                                    |                   |                             |
| 9 | Dragon Flower                                              | Драконова квітка               | Джон Енг                    | Джим Купер                                                         | 17 жовтня 2012    | 1.80                        |
| Відразу ж після візиту купця Йогана, всі дракони на острові Берк таємничим чином захворіли.                         |                                                            |                                |                             |                                                                    |                   |                             |
| 10 | Heather Report, Part 1                                     | Звіт Хезер 1 частина           | Луї дель Кармен             | Арт Браун і Дуглас Слоун                                           | 14 листопада 2012 | 1.80                        |
| Підлітки Берка знайшли таємничу дівчину на ім'я Хезер на пляжі, але на відмінну від решти Астрід їй не довіряє.     |                                                            |                                |                             |                                                                    |                   |                             |
| 11 | Heather Report, Part 2                                     | Звіт Хезер 2 частина           | Джон Сенфорд                | Майк Тевербауг і Лінда Тевербауг, Арт Браун і Дуглас Слоун         | 21 листопада 2012 | 2.21                        |
| Хезер виявилася зрадницею і викрала книгу драконів для Елвіна.                                                      |                                                            |                                |                             |                                                                    |                   |                             |
| 12 | Thawfest                                                   | Свято відлиги                  | Джон Енг                    | Джим Купер, Арт Браун і Дуглас Слоун                               | 28 листопада 2012 | 1.58                        |
| На Берку влаштували щорічні спортивні змагання і Гикавка вирішив помститися Шмаркляку за його хвалькуватість.       |                                                            |                                |                             |                                                                    |                   |                             |
| 13 | When Lightning Strikes                                     | І вдарила блискавка            | Джон Сенфорд                | Джастін Хук                                                        | 5 грудня 2012     | 2.23                        |
| На Берку вдарила гроза і селяни вирішили, що у цьому винен Беззубик.                                                |                                                            |                                |                             |                                                                    |                   |                             |
| 14 | What Flies Beneath                                         | Те, що літає під землею        | Луї дель Кармен             | Джим Купер, Арт Браун і Дуглас Слоун                               | 6 лютого 2013     | 1.45                        |
| Беззубик зустрічає шепіт смерті і в них трапляється сутичка з його минулого.                                        |                                                            |                                |                             |                                                                    |                   |                             |
| 15 | Twinsanity                                                 | Подвійне божевілля             | Луї дель Кармен             | Ф.М. Де Марко, Марк Хоффмаєр, Джек Томас, Арт Браун і Дуглас Слоун | 13 лютого 2013    | 1.48                        |
| Дагар відвідує Берк, щоб відновити мирний договір між островами і думає, що вони досі вбивають драконів.            |                                                            |                                |                             |                                                                    |                   |                             |
| 16 | Defiant One                                                | Зухвалець                      | Джон Енг                    | Арт Браун, Дуглас Слоун і Джим Купер                               | 20 лютого 2013    | 1.66                        |
| Беззубик потрапив у смерч і пошкодив хвіст, внаслідок чого не може літати.                                          |                                                            |                                |                             |                                                                    |                   |                             |
| 17 | Breakneck Bog                                              | Вікінгівський трикутник        | Джон Сенфорд                | Арт Браун і Дуглас Слоун                                           | 27 лютого 2013    | 1.41                        |
| Гикавка шукає подарунок матері на кораблі у трикутнику.                                                             |                                                            |                                |                             |                                                                    |                   |                             |
| 18 | Gem of a Different Color                                   | Кольорові самоцвіти            | Джон Енг                    | Арт Браун і Дуглас Слоун                                           | 6 березня 2013    | 1.59                        |
| Шмаркляк знайшов удачливі самоцвіти і вирішив продати їх селянам.                                                   |                                                            |                                |                             |                                                                    |                   |                             |
| 19 | We Are Family, Part 1                                      | Ми є родина 1 частина          | Джон Сенфорд                | Арт Браун і Дуглас Слоун                                           | 13 березня 2013   | 1.83                        |
| Гикавка намагається знайти острів Нічної Люті і Елвін цим користується.                                             |                                                            |                                |                             |                                                                    |                   |                             |
| 20 | We Are Family, Part 2                                      | Ми є родина 2 частина          | Елейн Боган і Джон Сенфорд  | Арт Браун і Дуглас Слоун                                           | 20 березня 2013   | 2.23                        |
| Після захоплення, Гикавка виявляє, що Гнилець приєднався до вигнанців.                                              |                                                            |                                |                             |                                                                    |                   |                             |

### 2 сезон
| № | Оригінальна назва          | Українська назва                 | Режисер(и)               | Сценарист(и)                                                       | Показ в США       | Перегляди США (в міліонах) |
| 1 | Live and Let Fly           | Сам живи та іншим літати давай   | Ентоні Белл              | Арт Браун і Дуглас Слоун                                           | 19 вересня 2013   | 1.77                       |
| --- | -------------------------- | -------------------------------- | ------------------------ | ------------------------------------------------------------------ | ----------------- | -------------------------- |
| Стурбований тим, що Елвін і вигнанці планують атаку на Берк, Стоїк обмежує польоти на драконах.                               |                            |                                  |                          |                                                                    |                   |                            |
| 2 | The Iron Gronckle          | Залізний Ґронкл                  | Джон Сенфорд             | Джек Томас                                                         | 26 вересня 2013   | 1.41                       |
| Рибоніг виявляє, що Сарделька може виробляти "залізо Ґронкла", легкий, але дуже міцний метал, який він не пам'ятає як робити. |                            |                                  |                          |                                                                    |                   |                            |
| 3 | The Night and the Fury     | Ніч і лють                       | Люї дель Кармен          | Джек Томас                                                         | 3 жовтня 2013     | 1.09                       |
| Гикавка і решта навчаються діяти без допомоги драконів, але потрапляють на їхнє полювання.                                    |                            |                                  |                          |                                                                    |                   |                            |
| 4 | Tunnel Vision              | Тунельний зір                    | Елейн Боган і Джон Енг   | Марк Хоффмаєр                                                      | 10 жовтня 2013    | 1.39                       |
| Гикавка і Беззубик виявляють під землею дитячі групи шепотів смерті, яких треба вигнати поки вони не знищили Берк.            |                            |                                  |                          |                                                                    |                   |                            |
| 5 | Race to Fireworm Island    | Пошуки острова вогняного хробака | Джон Сенфорд             | Ф.М. Де Марко                                                      | 17 жовтня 2013    | 1.34                       |
| Він виснаження Кривоікл не може випускати полум'я і тепер вони мають з'ясувати, як розпалити його жар.                        |                            |                                  |                          |                                                                    |                   |                            |
| 6 | Fright of Passage          | Острів страху                    | Луї дель Кармен          | Ф.М. Де Марко                                                      | 24 жовтня 2013    | 1.24                       |
| Астрід, з допомогою Гикавки і Рибонога, сповнена рішучості дракона, який заморозив її дядька страхом.                         |                            |                                  |                          |                                                                    |                   |                            |
| 7 | Worst in Show              | Найгірший дракон                 | Джон Сенфорд             | Ф.М. Де Марко, Марк Хоффмаєр, Джек Томас, Арт Браун і Дуглас Слоун | 7 листопада 2013  | 1.56                       |
| Команда Гикавки змагається за те, хто найкращий приборкувач драконів.                                                         |                            |                                  |                          |                                                                    |                   |                            |
| 8 | Appetite for Destruction   | Падіння застібачки               | Елейн Боган і Адам Генрі | Марк Хоффмаєр і Джек Томас                                         | 14 листопада 2013 | 1.34                       |
| Дракони мігрують на Берк і виявляється, що причиною цього є Крик Смерті.                                                      |                            |                                  |                          |                                                                    |                   |                            |
| 9 | Zippleback Down            | Падіння застібачки               | Луї дель Кармен          | Марк Хоффмаєр, Арт Браун і Дуглас Слоун                            | 21 листопада 2013 | 1.19                       |
| В лісі починається пожежа, яка загрожує Берку, а також Впертюху, який потрапив у пастку дракона.                              |                            |                                  |                          |                                                                    |                   |                            |
| 10 | A View to a Skrill, Part 1 | Поява Скрила 1 частина           | Елейн Боган              | Джек Томас                                                         | 5 грудня 2013     | 1.42                       |
| Гикавка і його команда знаходять дракона Скрила, який заморожений в брилі льоду.                                              |                            |                                  |                          |                                                                    |                   |                            |
| 11 | A View to a Skrill, Part 2 | Поява Скрила 2 частина           | Джон Сенфорд             | Марк Хоффмаєр                                                      | 5 грудня 2013     | 1.46                       |
| Дагар дає Елвіну підтримку свого величезного флоту в обмін на Скрила.                                                         |                            |                                  |                          |                                                                    |                   |                            |
| 12 | The Flight Stuff           | Всяка всячина                    | Луї дель Кармен          | Арт Браун і Дуглас Слоун                                           | 8 січня 2014      | 1.82                       |
| Шмаркляк переконаний, що він помирає побачивши п'ять ознак Валгалли.                                                          |                            |                                  |                          |                                                                    |                   |                            |
| 13 | Free Scauldy               | Свободу Окріпчику                | Адам Герні               | Джек Томас                                                         | 15 січня 2014     | 1.55                       |
| Під час патрулювання Гикавка, Беззубик, Рибоніг і близнюки виявили потерпілого Окропа на острів Різнокрилів.                  |                            |                                  |                          |                                                                    |                   |                            |
| 14 | Frozen                     | Мерзлота                         | Джон Сенфорд             | Ф.М. Де Марко                                                      | 22 січня 2014     | 1.46                       |
| Після порятунку торговця Йоганна, Гикавка і Беззубик виявляють, що Берк порожній.                                             |                            |                                  |                          |                                                                    |                   |                            |
| 15 | A Tale of Two Dragons      | Оповідь про двох драконів        | Луї дель Кармен          | Ф.М. Де Марко, Марк Хоффмаєр, Джек Томас, Арт Браун і Дуглас Слоун | 29 січня 2014     | 1.46                       |
| Гикавка повинен налагодити мости між Астрід і Шмаркляком, бо їхні дракони почати битися.                                      |                            |                                  |                          |                                                                    |                   |                            |
| 16 | The Eel Effect             | Епідемія                         | Адам Генрі               | Сем Черінгтон                                                      | 5 лютого 2014     | 1.88                       |
| Під час збору вугрів для ліків, для боротьби з епідемією беззубик їсть червоного вугра.                                       |                            |                                  |                          |                                                                    |                   |                            |
| 17 | Smoke Gets in Your Eyes    | Дим, що потрапив тобі у вічі     | Елейн Боган              | Ф.М. Де Марко                                                      | 12 лютого 2014    | 1.87                       |
| Йоган поставляє в масових кількостях метал для Берка, але хтось його краде.                                                   |                            |                                  |                          |                                                                    |                   |                            |
| 18 | Bing! Bam! Boom!           | Бум! Бух! Бубух!                 | Луї дель Кармен          | Арт Браун і Дуглас Слоун                                           | 19 лютого 2014    | 1.56                       |
| Тріо драконів малюків прилетіли за Гикавкою слідом і тепер він намагається їх тренувати.                                      |                            |                                  |                          |                                                                    |                   |                            |
| 19 | Cast Out, Part I           | Вигнання 1 частина               | Адам Генрі               | Ф.М. Де Марко, Марк Хоффмаєр, Джек Томас, Арт Браун і Дуглас Слоун | 26 лютого 2014    | 1.64                       |
| Шмаркляк побачив Елвіна на острові, а тим часом Дагар викрадає Стоїка.                                                        |                            |                                  |                          |                                                                    |                   |                            |
| 20 | Cast Out, Part II          | Вигнання 2 частина               | Джон Сенфорд             | Ф.М. Де Марко                                                      | 5 березня 2014    | 1.75                       |
| Гикавка змушенний працювати з Елвіном щоб врятувати свого батька від Дагара.                                                  |                            |                                  |                          |                                                                    |                   |                            |

## Серії телеканалуNetflix

### 1 сезон (2015)
| Номер в цілому | Номер в сезоні | Назва серії                                                              | Режисер(и)       | Сценарист(и)                                                                      | Показ в США    | Показ в Україні |
| 41 | 1              | Dragon Eye of the Beholder, Part 1 Скільки сягає драконяче око 1 частина | Елейн Боган      | Ф.М. Де Марко, Джон Теллеген, Джек Томас, Арт Браун і Дуглас Слоун                | 26 червня 2015 | 30 квітня 2016  |
| --- | -------------- | ------------------------------------------------------------------------ | ---------------- | --------------------------------------------------------------------------------- | -------------- | --------------- |
| Гикавка і його команда полетіли в бухту розбитих кораблів за скарбами, щоб Дагар, який недавно втік із в'язниці не отримав їх першим.                |                |                                                                          |                  |                                                                                   |                |                 |
| 42 | 2              | Dragon Eye of the Beholder, Part 2 Скільки сягає драконяче око 2 частина | Елейн Боган      | Арт Браун і Дуглас Слоун                                                          | 26 червня 2015 | 30 квітня 2015  |
| Гикавка забрав у Дагара драконяче око і у Ґоті дізнався щоб активувати його потрібен зуб снігового дракона.                                          |                |                                                                          |                  |                                                                                   |                |                 |
| 43 | 3              | Imperfect Harmony Неповна гармонія                                       | Джей Хонг Кім    | Арт Браун і Дуглас Слоун                                                          | 26 червня 2015 | 1 травня 2016   |
| В пошуку острова для штабу Гикавка і його команда натрапляють на небезпечного дракона для драконів.                                                  |                |                                                                          |                  |                                                                                   |                |                 |
| 44 | 4              | When Darkness Falls Коли надходить пітьма                                | Елейн Боган      | Джек Томас                                                                        | 26 червня 2015 | 1 травня 2016   |
| Шукаючи острів для штабу Гикавка і його команда натикаються здавалося б на ідеальний варіант, але Твердюх не вірить в це і виявилось правильно.      |                |                                                                          |                  |                                                                                   |                |                 |
| 45 | 5              | Big Man on Berk Велика шишка на Берку                                    | Ті Джей Салліван | Джон Теллеген                                                                     | 26 червня 2015 | 7 травня 2016   |
| Ґоті загіпнотизувала Рибонога, бо він думав, що у нього алергія на Сардельку, але перетворився у Тора через Шмаркляка, який наговорив йому про силу. |                |                                                                          |                  |                                                                                   |                |                 |
| 46 | 6              | Gone Gustav Gone Бувай, Ґуставе, бувай                                   | Елейн Боган      | Ф.М. Де Марко                                                                     | 26 червня 2015 | 7 травня 2016   |
| Ґустав вирішив приєднатися до вершників, але через те що він все псує вершники його вигнали і він вирішив знайти скарб щоб його прийняли.            |                |                                                                          |                  |                                                                                   |                |                 |
| 47 | 7              | Reign of Fireworms Панування Вогнезміїв                                  | Ті Джей Салліван | Арт Браун і Дуглас Слоун                                                          | 26 червня 2015 | 8 травня 2016   |
| Гикавка на камні знайшов напис, який означає, що островом володіти повинні Твердюх і Впертюх, але вони почали всіх тероризувати.                     |                |                                                                          |                  |                                                                                   |                |                 |
| 48 | 8              | Crushing It Розтрощи це                                                  | Ті Джей Салліван | Ф.М. Де Марко, Майк Хоффмаєр, Джон Теллеген, Джек Томас, Арт Браун і Дуглас Слоун | 26 червня 2015 | 8 травня 2016   |
| На штаб Гикавки почав нападати дракон Гриморіг і тепер Гикавці треба щось з ним зробити, щоб він не знищив все.                                      |                |                                                                          |                  |                                                                                   |                |                 |
| 49 | 9              | Quake, Rattle and Roll Затряслось, загуркотіло й покотилось              | Джей Хонг Кім    | Ф.М. Де Марко                                                                     | 26 червня 2015 | 30 квітня 2016  |
| Експериментуючи з оком дракона Рибоніг знаходить острів Ґронклів, але крім них виявляється, що там мешкає ще один дракон.                            |                |                                                                          |                  |                                                                                   |                |                 |
| 50 | 10             | Have Dragon Will Travel, Part I Є дракон, будуть і мандри 1 частина      | Девід М.В. Джонс | Арт Браун і Дуглас Слоун                                                          | 26 червня 2015 | 30 квітня 2016  |
| На кораблях почали знаходити сліди від невідомого дракона і виявилось, що це дракон Хезер, але чому вона повернулася?                                |                |                                                                          |                  |                                                                                   |                |                 |
| 51 | 11             | Have Dragon Will Travel, Part 2 Є дракон, будуть і мандри 2 частина      | Ті Джей Салліван | Джон Теллеген                                                                     | 26 червня 2015 | 15 травня 2016  |
| Хезер хоче помститися Дагарові за те, що він знищив її селище, але виявилося, що Дагар її рідний брат.                                               |                |                                                                          |                  |                                                                                   |                |                 |
| 52 | 12             | The Next Big Sting Останнє жало серед жал                                | Ті Джей Салліван | Ф.М. Де Марко                                                                     | 26 червня 2015 | 15 травня 2016  |
| Гикавка і вершники врятували Жалоноса, але інші Жалоноси прийшли, щоб його забрати будь-якою ціною.                                                  |                |                                                                          |                  |                                                                                   |                |                 |
| 53 | 13             | Total Nightmare Суцільний кошмар                                         | Джей Хонг Кім    | Річард Хамільтон, Джон Теллеген і Джек Томас                                      | 26 червня 2015 | 21 травня 2016  |
| Кривоікл почав повертатися до одного і того ж самого місця, виявилось, що він охороняє яйця Страхітливого Кошмару.                                   |                |                                                                          |                  |                                                                                   |                |                 |

### 2 сезон (2016)
| 54 | 14 | Team Astrid Команда Астрід                            | Елейн Боган                      | Джек Томас                                | 8 січня 2016 | 21 травня 2016 |
| --- | -- | ----------------------------------------------------- | -------------------------------- | ----------------------------------------- | ------------ | -------------- |
| Після нападу Дагара на Берк, Астрід, вирішує створити нову команду, яка могла б захищати острів.                                                                     |    |                                                       |                                  |                                           |              |                |
| 55 | 15 | Night of the Hunters, Part 1 Ніч мисливців 1 частина  | Джей Хонг Кім                    | Джон Теллеген                             | 8 січня 2016 | 22 травня 2016 |
| Під час ранкового польоту, Астрід і Громовиця стикаються з групою дивних мисливців на драконів і вони викрадають Громовицю.                                          |    |                                                       |                                  |                                           |              |                |
| 56 | 16 | Night of the Hunters, Part 2 Ніч мисливців 2 частина  | Елейн Боган                      | Джек Томас                                | 8 січня 2016 | 22 травня 2016 |
| Вершники застрягли у драконних мисливців і намагаються звідти вибратися, а тим часом Гикавка і Шмаркляк придумують план їх визволення.                               |    |                                                       |                                  |                                           |              |                |
| 57 | 17 | Bad Moon Rising Місячний перевертень                  | Елейн Боган                      | Арт Браун і Дуглас Слоун                  | 8 січня 2016 | 28 травня 2016 |
| Впертюх подумав, що стане перевертнем, коли побачив на руці слід від зубів, як він подумав - Перевертокрила.                                                         |    |                                                       |                                  |                                           |              |                |
| 58 | 18 | Snotlout Gets the Axe Шмаркляк і сокира               | Ті Джей Салліван                 | Ф.М. Де Марко                             | 8 січня 2016 | 28 травня 2016 |
| Шмаркляку дали завдання, доставити сокиру на весілля, але він втратив сокиру і тепер намагається повернути її назад.                                                 |    |                                                       |                                  |                                           |              |                |
| 59 | 19 | The Zippleback Experience Пережити Застібачку         | Джей Хонг Кім                    | Вілл Морей                                | 8 січня 2016 | 29 травня 2016 |
| Гикавка врятував дракона близнюків, а як відомо застібачки дуже віддані і тепер він йде за ним, хоч куди він не йшов би.                                             |    |                                                       |                                  |                                           |              |                |
| 60 | 20 | Snow Way Out У снігах і у безвиході                   | Ті Джей Салліван                 | Дуглас Бріттон і Джек Томас               | 8 січня 2016 | 29 травня 2016 |
| Вершники хочуть знайти Білу тінь, щоб взяти в неї зуб до драконячого ока, але окрім них там є і драконячі мисливці.                                                  |    |                                                       |                                  |                                           |              |                |
| 61 | 21 | Edge of Disaster, Part 1 На межі катастрофи 1 частина | Елейн Боган                      | Арт Браун і Дуглас Слоун                  | 8 січня 2016 | 4 червня 2016  |
| Астрід з близнюками залишилися одні в драконячому краї і Твердюх викрали мисливці, а тим часом решта команди полетіли до Йоганна, бо почули від нього SOS.           |    |                                                       |                                  |                                           |              |                |
| 62 | 22 | Edge of Disaster, Part 2 На межі катастрофи 2 частина | Ті Джей Салліван                 | Арт Браун і Дуглас Слоун                  | 8 січня 2016 | 4 червня 2016  |
| Впертюх реалізує свій план проти мисливців, а тим часом Рибоніг в полоні драконів дізнався, що вони поранені мисливцями.                                             |    |                                                       |                                  |                                           |              |                |
| 63 | 23 | Shock and Awe Шок і трепет                            | Девід М.В. Джонс і Джей Хонг Кім | Енн Остін і Джон Теллеген                 | 8 січня 2016 | 5 червня 2016  |
| Рибоніг у бухті знаходить Морського Шокера, але ніхто не вірить через те, що в них День Локі, але врешті вони його побачили і тепер їм треба його визловити з бухти. |    |                                                       |                                  |                                           |              |                |
| 64 | 24 | A Time to Skrill Час Шквара                           | Девід М.В. Джонс і Джей Хонг Кім | Рікі Роксбург, Ф.М. Де Марко і Джек Томас | 8 січня 2016 | 5 червня 2016  |
| На драконний край після шторму нападає Шквар, який хоче помститися вершникам за те, що вони його заморозили.                                                         |    |                                                       |                                  |                                           |              |                |
| 65 | 25 | Maces and Talons, Part 1 Булави і кігті 1 частина     | Елейн Боган                      | Арт Браун і Дуглас Слоун                  | 8 січня 2016 | 11 червня 2016 |
| Хезер з командиром мисливців Віґґо вирішили зловити Страхольота і Хезер розповіла про це вершникам, але виявилось, що це пастка Віґґо.                               |    |                                                       |                                  |                                           |              |                |
| 66 | 26 | Maces and Talons, Part 2 Булави і кігті 2 частина     | Ті Джей Салліван                 | Арт Браун і Дуглас Слоун                  | 8 січня 2016 | 11 червня 2016 |
| Віґґо запропонував Гикавці пограти в гру "Булави і кігті" і він згодився, щоб визволити з клітки Хезер і дракона Страхольота.                                        |    |                                                       |                                  |                                           |              |                |